# 心理學的50大奧秘
《心理学的50大奥秘》（英語：50 Great Myths of Popular Psychology）是斯科特 O.利林菲尔德、史蒂文·杰伊·林恩、约翰·鲁希欧、巴里 L. 拜尔斯坦共同撰寫的心理學著作，於2009年9月經威立—布萊克威爾出版社出版。中譯本於2012年5月經机械工业出版社出版，由衣新发和王雨晴翻譯。

## 背景
斯科特 O.利林菲尔德在接受訪談時，提到自己對於科學和偽科學之間的區別相當感興趣，並希望為此教育公眾。作者們寫出《心理學的50大奧秘》的原因在於認為該些神話經常為公眾接受，但與證據不符，導致錯誤決定。

## 內容
《心理学的50大奥秘》主要探討了50個大眾及心理學家經常相信的心理學錯誤觀念，和它們的傳播和普及過程。作者們先在開首說明認知偏誤和邏輯謬誤怎樣令該些神話產生——它們可能依靠人人都相信的「常識」，或一些專家的說法。然後按神話類別編排內部內容，把它們分為「有關大腦和知覺的神話」、「有關發展和老化的神話」、「有關智力和學習的神話」等等。
他們在介紹神話時，會先說明神話的起源及流行程度，然後指出它們怎樣跟證據衝突，於書籍最後列出自己的參考資料。他們在著作中觸及的神話有「當教學方式與學習方式匹配時，學生學得最好」、「男性和女性用截然不同的方式交流」、「大多數在兒童期遭受性侵害的人在其成年後都會發展出重度人格障礙」等等——指它們與證據衝突或沒有證據支持。他們還在最後列出了一些令人難以置信但是真實的心理學事實。

## 評價
《心理學的50大奧秘》得到了多名評論者推薦，包括應用神經科學系的罗伊·苏格曼（Roy Sugarman）、退休家庭醫師哈里特·霍爾、澳大利亚教育研究理事會的嘉芙蓮·斯科特（Catherine Scott）、北卡羅來納大學夏洛特分校心理學系名譽退休教授彼得·拉马尔（Peter Lamal）、伯明翰大學心理學系的傑森·布萊斯維特（Jason Braithwaite）。布萊斯維特認為它適合剛成為心理學系的學生閱讀。苏格曼和拉马尔皆表示它適合專業人士和大眾兩者閱讀。《The Education Digest》的达德利·巴洛（Dudley Barlow）寫道，人們可以在等候預約時閱讀之。
苏格曼和布萊斯維特認為，這本書能質疑人們的「常識」是否真的如此。霍爾和斯科特讚揚作者們在這方面的努力。苏格曼、斯科特、巴洛皆認為作者寫得很好和有趣。不過前者批評作者欠缺描述該些神話對教育的影響。布萊斯維特則批評作者寫得不夠詳盡，但仍連同拉马尔一起認為內容相當吸引。
霍爾在書評中寫道，這本書能讓人承認自身錯誤，包括他自身，但仍認為這一過程對很多人而言不容易。並提道自身見到作者在描述「吃太多胡蘿蔔會讓皮肤變橙色」為錯誤時，自己寫信給作者更正一事，指醫學上確存在這種情況，稱為胡蘿蔔素血症。他讚揚作者對此事的回覆，指其承認了這一錯誤，並說將於下一版中更正。斯科特寫道，作者們在兒童性侵害影響方面挑戰很多人「常識」的舉動很「勇敢」，並跟愛德華·羅茲基（Edward G. Rozycki）分別關注這本書所提到的神話如何影響教學。
《行为科学史杂志》上的一篇評論指出，作者雖然宣稱智力測試沒有偏誤，但卻沒有考慮文化差異如何影響其結果。此外它還說，歷史學家可能會對著作中某些神話的起源感到好奇，因此對他們也有一定啟發。